# Sulejówek
Sulejówek este un oraș în Polonia.

## Personalități născute aici
- Kasia Kowalska (n. 1973), cântăreață, actriță.